# Caroline Ek
Ulrika Caroline Ek, född 28 februari 1984 i Ramdala församling, Blekinge län, är en svensk kickboxare. Hon har tagit åtta SM-guld, ett EM-guld och tre VM-guld. 2009 blev hon första svensk någonsin att vinna det professionella världsmästarbältet i kickboxningens största organisation, WAKO. Hon tävlade för VKC (Västerås Kampsportscenter). Record 90-6-0
Hon var 2016 en av deltagarna i SVT:s Mästarnas mästare. Hon kom på andra plats efter Peter Forsberg.  
Ek arbetar till vardags som brandman i Eskilstuna.